# Yacine Bourhane
Yacine Bourhane (ur. 30 września 1998 w Noisy-le-Grand) – komoryjski piłkarz występujący na pozycji środkowego pomocnika we francuskim klubie Chamois Niortais oraz w reprezentacji Komorów.

## Kariera klubowa

### Chamois Niortais
W 2014 roku dołączył do akademii Chamois Niortais. W 2017 roku podpisał profesjonalny kontrakt i został przesunięty do pierwszej drużyny. Zadebiutował 16 października 2017 w meczu Ligue 2 przeciwko FC Lorient (0:0). Pierwszą bramkę zdobył 17 października 2020 w meczu ligowym przeciwko SM Caen (3:0).

## Kariera reprezentacyjna

### Komory
W 2020 roku otrzymał powołanie do reprezentacji Komorów. Zadebiutował 11 października 2020 w meczu towarzyskim przeciwko reprezentacji Libii (1:2).

## Statystyki

### Klubowe
(aktualne na dzień 19 lipca 2021)
| Klub               | Sezon              | Liga               | Liga  | Liga   | Puchar kraju | Puchar kraju | Puchar ligi | Puchar ligi | Suma  | Suma   |
| Klub               | Sezon              | Liga               | Mecze | Bramki | Mecze        | Bramki       | Mecze       | Bramki      | Mecze | Bramki |
| ------------------ | ------------------ | ------------------ | ----- | ------ | ------------ | ------------ | ----------- | ----------- | ----- | ------ |
| Chamois Niortais   | 2017/18            | Ligue 2            | 14    | 0      | 1            | 0            | 0           | 0           | 15    | 0      |
| Chamois Niortais   | 2018/19            | Ligue 2            | 18    | 0      | 1            | 0            | 1           | 0           | 20    | 0      |
| Chamois Niortais   | 2019/20            | Ligue 2            | 7     | 0      | 2            | 0            | 3           | 0           | 12    | 0      |
| Chamois Niortais   | 2020/21            | Ligue 2            | 30    | 1      | 1            | 0            | –           | –           | 31    | 1      |
| Chamois Niortais   | Ogólnie            | Ogólnie            | 69    | 1      | 5            | 0            | 4           | 0           | 78    | 1      |
| Ogólnie w karierze | Ogólnie w karierze | Ogólnie w karierze | 69    | 1      | 5            | 0            | 4           | 0           | 78    | 1      |

### Reprezentacyjne
(aktualne na dzień 19 lipca 2021)
| Reprezentacja | Rok     | Mecze | Bramki |
| ------------- | ------- | ----- | ------ |
| Komory        |         |       |        |
| 2020          | 3       | 0     |        |
| 2021          | 1       | 0     |        |
| Ogólnie       | Ogólnie | 4     | 0      |

| Mecze i gole w reprezentacji | Mecze i gole w reprezentacji | Mecze i gole w reprezentacji | Mecze i gole w reprezentacji | Mecze i gole w reprezentacji | Mecze i gole w reprezentacji | Mecze i gole w reprezentacji | Mecze i gole w reprezentacji    |
| Lp.                          | Data                         | Miejsce                      | Gospodarz                    | Gość                         | Wynik                        | Gol                          | Rozgrywki                       |
| ---------------------------- | ---------------------------- | ---------------------------- | ---------------------------- | ---------------------------- | ---------------------------- | ---------------------------- | ------------------------------- |
| 1.                           | 11.10.2020                   | Tunis                        | Komory                       | Libia                        | 2:1                          |                              | Mecz towarzyski                 |
| 2.                           | 11.11.2020                   | Kasarani                     | Kenia                        | Komory                       | 1:1                          |                              | el. Pucharu Narodów Afryki 2021 |
| 3.                           | 15.11.2020                   | Moroni                       | Kenia                        | Komory                       | 2:1                          |                              | el. Pucharu Narodów Afryki 2021 |
| 4.                           | 29.03.2021                   | Kair                         | Egipt                        | Komory                       | 4:0                          |                              | el. Pucharu Narodów Afryki 2021 |